# カッター・クロフォード
カッター・マーティン・クロフォード（Kutter Martin Crawford, 1996年4月1日 - ）は、 アメリカ合衆国フロリダ州オキーチョビー郡オキーチョビー出身のプロ野球選手（投手）。右投右打。MLBのボストン・レッドソックス所属。
従兄弟のジョナソン・クロフォードもプロ野球選手（投手）である。

## 経歴
2017年のMLBドラフト16巡目（全体491位）でボストン・レッドソックスから指名され、プロ入り。契約後、傘下のA-級ローウェル・スピナーズでプロデビューし、1試合に先発して1イニングのみ登板した。
2018年はA級グリーンビル・ドライブとA+級セイラム・レッドソックスでプレーし、2球団合計で27試合に先発登板して7勝7敗、防御率3.26、157奪三振を記録した。
2019年はA+級セイラムとAA級ポートランド・シードッグスでプレーし、2球団合計で19試合に先発登板して5勝8敗、防御率3.57、100奪三振を記録した。レギュラーシーズン終了後の10月にはトミー・ジョン手術を受けた。
2020年は新型コロナウイルスの影響でマイナーリーグの試合が開催されなかったため、公式戦の登板は無かった。
2021年、マイナーではAA級ポートランドとAAA級ウースター・レッドソックスでプレーし、2球団合計で20試合（先発19試合）に登板して6勝6敗、防御率4.28、131奪三振を記録した。9月5日にニック・ピベッタとダニー・サンタナの新型コロナウイルスでの離脱を受け、特例措置でメジャー契約を結んでアクティブ・ロースター入りした。メジャーデビューとなった同日のクリーブランド・インディアンス戦では先発するも、2回5失点と打ち込まれて敗戦投手となった。翌日の9月6日にマイナー契約でAAA級ウースターへ配属された。この年メジャーでの登板はこの1試合のみだった。オフの11月19日にはルール・ファイブ・ドラフトでの流出を防ぐために40人枠入りした。

## 選手としての特徴
速球は2019年のトミー・ジョン手術を挟んで球速が年々増していき、常時93〜95mph、最速97mph（約156.1km/h）を計測する。変化球ではカーブ、カッター、チェンジアップを投げる。

## 詳細情報

### 年度別投手成績
| 年 度    | 球 団    | 登 板 | 先 発 | 完 投 | 完 封 | 無 四 球 | 勝 利 | 敗 戦 | セ 丨 ブ | ホ 丨 ル ド | 勝 率 | 打 者 | 投 球 回 | 被 安 打 | 被 本 塁 打 | 与 四 球 | 敬 遠 | 与 死 球 | 奪 三 振 | 暴 投 | ボ 丨 ク | 失 点 | 自 責 点 | 防 御 率 | W H I P |
| -------- | -------- | ----- | ----- | ----- | ----- | -------- | ----- | ----- | -------- | ----------- | ----- | ----- | -------- | -------- | ----------- | -------- | ----- | -------- | -------- | ----- | -------- | ----- | -------- | -------- | ------- |
| 2021     | BOS      | 1     | 1     | 0     | 0     | 0        | 0     | 1     | 0        | 0           | .000  | 13    | 2.0      | 5        | 1           | 2        | 0     | 0        | 2        | 0     | 0        | 5     | 5        | 22.50    | 3.50    |
| 2022     | BOS      | 21    | 12    | 0     | 0     | 0        | 3     | 6     | 0        | 0           | .333  | 334   | 77.1     | 81       | 12          | 29       | 1     | 2        | 77       | 4     | 1        | 49    | 47       | 5.47     | 1.42    |
| 2023     | BOS      | 31    | 23    | 0     | 0     | 0        | 6     | 8     | 0        | 2           | .429  | 527   | 129.1    | 107      | 17          | 36       | 0     | 5        | 135      | 4     | 0        | 59    | 58       | 4.04     | 1.11    |
| 2024     | BOS      | 33    | 33    | 0     | 0     | 0        | 9     | 16    | 0        | 0           | .360  | 759   | 183.2    | 155      | 34          | 51       | 0     | 9        | 175      | 4     | 0        | 97    | 89       | 4.36     | 1.12    |
| MLB：4年 | MLB：4年 | 86    | 69    | 0     | 0     | 0        | 18    | 31    | 0        | 2           | .367  | 1633  | 392.1    | 348      | 64          | 118      | 1     | 16       | 389      | 12    | 1        | 210   | 199      | 4.56     | 1.19    |

- 2024年度シーズン終了時
- 各年度の太字はリーグ最高

### 年度別守備成績
| 年 度 | 球 団 | 投手（P） | 投手（P） | 投手（P） | 投手（P） | 投手（P） | 投手（P） |
| 年 度 | 球 団 | 試 合     | 刺 殺     | 補 殺     | 失 策     | 併 殺     | 守 備 率  |
| ----- | ----- | --------- | --------- | --------- | --------- | --------- | --------- |
| 2021  | BOS   | 1         | 0         | 0         | 0         | 0         | ----      |
| 2022  | BOS   | 21        | 7         | 4         | 3         | 2         | .786      |
| 2023  | BOS   | 31        | 13        | 4         | 2         | 0         | .895      |
| 2024  | BOS   | 33        | 18        | 8         | 0         | 1         | 1.000     |
| MLB   | MLB   | 86        | 38        | 16        | 5         | 3         | .915      |

- 2024年度シーズン終了時
- 各年度の太字はリーグ最高

### 背番号
- 79（2021年）
- 50（2022年 - ）